# August Blom
Martin August Blom, född 26 december 1869 i Köpenhamn, död 10 januari 1947, var en dansk skådespelare och filmregissör. 
Blom scendebuterade i Kolding 1893. Han var engagerad vid Folketeatret i Köpenhamn åren 1907–1910. År 1908 anställdes han som skådespelare vid Nordisk Film. Han filmdebuterade 1909 och blev redan året efter regissör och 1911 konstnärlig ledare vid bolaget. Blom blev kvar hos Nordisk till 1924, och är med sina över 100 regisserade filmer Danmarks största regissör med hänsyn till antalet filmer. Han startade biografen Strandteatret i Hellerup 1926. Blom öppnade 1926 biografen Strandteatret i Hellerup och lät 1934 överföra bevillingen, tillståndet, till dåvarande biografen Kinografen - sedermera Bristolteatret - på Ströget i Köpenhamn, som han drev till sin död. 
Blom var från 1908 gift med skådespelaren Agnete von Prangen och från 1917 med Johanne Fritz Petersen.  